# 個分離思考
個分離思考（こぶんりしこう）とは、相手と自分を分離して捉え、二元対立の関係を作りやすくする脳の使い方。
二元対立とは、「どちらかが正しく、どちらかが間違っている」「白か黒か」「ゼロか、いちか」のように極端なものの見方。たとえば「自分は正しいが、相手は間違っている」など。この時、脳ではエゴが強くなっており、相手のできていないところ、悪いところ、過去の原因ばかりに意識がいってしまう。
脳科学者の岩崎一郎が「脳磨き」の一環で提唱した言葉。

## 個分離思考を持っている人の特徴
- 相手のできていないところ、悪いところ、過去の原因に目が向きやすい。
- 目に見える成果や何か生み出さなければ存在する意味はないと捉えている。
- 他者を責めて自分を守ろうとする。（他責にしやすくなる）

## 個分離思考のチームの特徴
岩崎によると、個分離思考の脳の使い方の組織は、例えて言えば、「目標達成至上主義的な組織」。それぞれの個人が目標数値などを与えられ、パフォーマンスを強いられるところから始まる。そうすると、「やらされ感」で成長意欲が下がり、助け合いが減って、そのストレスによって幸福度が下がり、結果として、一体感が感じられなくなり、信頼関係が薄らぎ、やりがいが減退する。このような組織でも、個人では高いパフォーマンスを発揮できる人はいるかもしれないが、組織全体のパフォーマンスは徐々に下がる。
また、個分離思考の脳の使い方をしている組織における「成長」とは、多くの場合、「言われたタスクをこなせるか？」という味気ないものとなる。そのため、人格的成長などは後回しにされてしまうことが多い。また、言われたタスクをこなすことに重点が置かれるので、理念などは“お題目”になりがちと述べている。

## 個分離思考の対義語
個分離思考の対義語として「共同体思考」という言葉がある。